# Alia Al-Hussein
Alia Bahauddin Toukan (25. prosince 1948 Káhira – 9. února 1977 Ammán) byla jordánská královna a třetí manželka krále Husajna I., a to od uzavření manželství roce 1972 až do její smrti, kdy zemřela při pádu helikoptéry v jižním Jordánsku nedaleko Tafily.

## Život
Alia se narodila v Káhiře v Egyptě v prosinci 1948. Jejím matkou byla Hanan Hashim (neteř Ibrahima Hashima Paši) a Baha Toukan. Její otec byl jordánským ambasadorem v St. James (Británieú), Itálii, Turecku a Egyptě, kde se zrovna Alia narodila. Toukan sloužil králi Abdullahovi I., pomáhal mu sepsat v roce 1952 rozhodnutí o tom, že Jordánsko bude konstituční monarchií. Byl také prvním ambasadorem Spojených národů.
Alia strávila většinu svého dětství cestování spolu s rodiči kvůli otcově kariéře jordánského diplomata. Žila v Egyptě, Turecku, Londýně, USA a Římě. Navštěvovala Church School v Londýně spolu se svými bratry Alaa a Abdullahem. Později studovala na univerzitě v Chicagu umění. Dále vystudovala sociální psychologii a mezilidské vztahy na koleji v New Yorku. Zajímala se o sport a přála si stát se diplomatkou. V roce 1971 se přestěhovala do Jordánska, kde pracovala pro jordánskou královskou rodinu. Král Husejn, vnuk Abdullaha I., ji poté požádal, aby dohlížela na přípravu festivalu vodního lyžování v přístavním městě Agaba v září roku 1972.

## Rodina
Alia se provdala za krále během soukromého ceremoniálu 24. prosince 1972 a získala titul Královna Alia Al-Hussein
Společně měli dvě děti:
- princezna Hája (* 3. května 1974)
- princ Ali (* 23. prosince 1975)

Společně také adoptovali Abir, malou palestinskou holčičku, jejíž matka byla zabita během havárie letadla na letišti v Ammanu.

## Královna
Královna Alia nastoupila do role královny Jordánska a stala se veřejnou osobností. Aktivní roli projevila hlavně v Jordánsku, kde vytlačila své předchůdkyně. Financovala sociální projekty, zaměřovala se hlavně na ženy a děti. Často neohlášeně navštěvovala nemocnice a národní instituce, kde pomáhala lidem. Dětem pak zajišťovala řádné vzdělání a starala se o financování sirotčinců. Spousta dětí studovala hlavně díky ní.
Alia milovala umění a literaturu. Inspirovala poté liberály, aby investovali i do uměleckých škol. Na její žádost bylo založeno kulturní centrum Haya pro děti, národní folklorní soubor a výtvarná galerie.
V roce 1974 bojovala za práva žen a byla zvolena do parlamentu. Dne 4. dubna 1974 získaly ženy volební právo a v letech 1974–89 pak vzrostla rapidně volební účast.
V roce 1976 Alia obdržela ocenění Velké hvězdy za služby Rakousku.

## Smrt
Alia zemřela během nehody helikoptéry v Ammanu dne 9. února 1977. V roce 1983 bylo na její počest otevřeno letiště královny Alia. Nachází 32 kilometrů jižně od města a nahradilo dřívější letiště Amman Civil Airport.